# Saint-Sornin-Leulac
Saint-Sornin-Leulac (tiếng Occitan: Sent Sòrnin) là một xã của tỉnh Haute-Vienne, thuộc vùng Nouvelle-Aquitaine, miền trung nước Pháp.